# 勸服 (2022年電影)
《勸服》（英語：Persuasion）是一部2022年的美國劇情片，改編自珍·奧斯汀的長篇小說《勸導》。由達珂塔·強生、柯斯莫·賈維斯、亨利·高汀主演，嘉麗·克瑞科內執導。本片於2022年7月15日由Netflix發行。

## 概要
安妮·艾略特在家庭瀕臨破產之際，遇上她多年前拒絕的對象弗雷德里克·溫特沃斯上校。

## 角色
- 達珂塔·強生 飾演 安妮·艾略特（英语：Anne Elliot）[2]
- 亨利·高汀 飾演 艾略特先生[3][4]
- 柯斯莫·賈維斯 飾演 弗雷德里克·溫特沃斯（英语：Frederick Wentworth (Persuasion)）上校。[5]
- 尤蘭達·卡托（英语：Yolanda Kettle）
- 理查·E·格蘭特
- 妮奇·雅穆卡-伯德（英语：Nikki Amuka-Bird）
- 班·貝利·史密斯（英语：Ben Bailey Smith）
- Izuka Hoyle
- 米雅·麥琪娜-布魯斯（英语：Mia McKenna-Bruce）
- Nia Towle
- 愛德華·布魯莫爾（英语：Edward Bluemel）[6]
- 莉迪雅·羅斯·布利（英语：Lydia Rose Bewley）

## 製作
2021年4月，宣布達珂塔·強生將飾演主角安妮·艾略特，並由嘉麗·克瑞科內執導，該片是她首部導演作品。羅納德·巴斯和Alice Victoria Winslow執筆劇本，安德魯·拉扎爾、克莉絲提娜·魏斯·盧利擔任製作，執行製作則有Elizabeth Cantillon、 Michael Constable、David Fliegel。該片由MRC和Netflix共同製作。
2021年5月5號，據報導亨利·高汀飾演主角艾略特先生，安妮的親戚。
2021年5月17日，據報導，柯斯莫·賈維斯會飾演弗雷德里克·溫特沃斯上校。蘇琪·沃特豪斯、理查·E·格蘭特、妮奇·雅穆卡-伯德、班·貝利·史密斯、Izuka Hoyle、米雅·麥琪娜-布魯斯、Nia Towle亦加入演員陣容。
2021年6月4日，報導稱愛德華·布魯莫爾、莉迪雅·羅斯·布利、尤蘭達·卡托加入演員陣容。

### 拍攝
2021年5月，主體拍攝在英國開始。預計在同年6月25日結束。

### 發行
該片於2022年由Netflix發行。

## 資料來源
1. 1 2  Adrienna Freedman. . Cosmopolitan.   [2021-06-19]. （原始内容存档于2021-06-24）.
2. 1 2 3  Anthony D'Alessandro. . Deadline.   [2021-06-19]. （原始内容存档于2021-05-18）.
3. 1 2 3  Anthony d'Alessandro. . Deadline.   [2021-06-19]. （原始内容存档于2021-06-23）.
4. ↑  Rebecca Rubin. . Variety.   [2021-06-19]. （原始内容存档于2021-05-18）.
5. 1 2 3  Andreas Wiseman. . Deadline.   [2021-06-19]. （原始内容存档于2021-05-27）.
6. 1 2  Andreas Wiseman. . Deadline.   [2021-06-19]. （原始内容存档于2021-05-27）.
7. 1 2 3 4  . Variety Insight.   [2021-06-19]. （原始内容存档于2021-05-07）.
8. 1 2  Erica Gonzales. . Harper's Bazaar.   [2021-06-19]. （原始内容存档于2021-06-24）.
9. ↑  Annie  Goldsmith. . Town&Country.   [2021-06-19]. （原始内容存档于2021-06-24）.